# Dasycera krueperella
Dasycera krueperella is een vlinder uit de familie Oecophoridae. De wetenschappelijke naam is voor het eerst geldig gepubliceerd in 1870 door Staudinger.
De soort komt voor in Europa.